# Bad Omens (album)
Bad Omens è il primo album in studio del gruppo musicale statunitense omonimo, pubblicato il 19 agosto 2016 dalla Sumerian Records.

## Descrizione
Il disco presenta dodici brani caratterizzati da sonorità principalmente metalcore, passando tuttavia per influenze nu metal, industrial metal e pop, queste ultime evidenti nella struttura di gran parte dei ritornelli.
Da esso sono stati estratti quattro singoli, tra cui Glass Houses, Exit Wounds e The Worst in Me, per i quali sono stati realizzati dei video diffusi dall'etichetta rispettivamente il 18 dicembre 2015, il 4 gennaio e l'11 maggio 2016.

## Tracce
Testi e musiche di Noah Sebastian, Joakim Karlsson, Vincent Riquier e Nicholas Ruffilo.
1. Glass Houses – 4:00
2. Exit Wounds – 3:26
3. The Worst in Me – 3:49
4. F E R A L – 4:05
5. Enough, Enough Now – 4:05
6. Malice – 3:00
7. Hedonist – 2:07
8. Broken Youth – 3:14
9. Crawl – 4:07
10. The Letdown – 4:06
11. Reprise (The Sound of the End) – 3:21
12. The Fountain – 3:59

## Formazione
Hanno partecipato alle registrazioni, secondo le note di copertina:
Gruppo
- Noah Sebastian – voce
- Nicholas Ruffilo – chitarra
- Vincent Riquier – basso
- Joakim Karlsson – chitarra
- Nick Folio – batteria

Produzione
- Will Putney – produzione, ingegneria del suono, missaggio, mastering
- Randy LeBouef – ingegneria del suono
- Steve Seid – assistenza tecnica

## Classifiche
| Classifica (2016)         | Posizione massima |
| ------------------------- | ----------------- |
| Stati Uniti (hard rock)   | 13                |
| Stati Uniti (independent) | 30                |
| Stati Uniti (rock)        | 43                |